# バドゥ・ザキ
バドゥ・ザキ（Badou Zaki, 1959年4月2日 - ）はモロッコ出身の元同国代表サッカー選手、サッカー指導者。ポジションはGK。現在はモロッコのIRタンジェの監督を務めている。

## 経歴
1986年のワールドカップ・メキシコ大会においてアフリカ勢初の決勝トーナメント進出を成し遂げた時の中心選手。またその年にはアフリカ年間最優秀選手賞を受賞するなど、カメルーンのジョセフ＝アントワーヌ・ベル と並ぶ1980年代のアフリカを代表とするゴールキーパーである。引退後は指導者の道を進み2002年からモロッコ代表 監督に就任したが、ワールドカップ・ドイツ大会アフリカ予選敗退の責任を取り辞任した。

## 個人タイトル
- アフリカ年間最優秀選手　1回（1986）